# Jorge Pattoni Sáenz
Jorge Pattoni Sáenz es un empresario costarricense, ex gerente general de la cooperativa lechera Dos Pinos y expresidente interino del Partido Liberación Nacional tras la renuncia de José María Figueres en abril de 2016.
Pattoni es ingeniero mecánico con maestría en administración industrial. Se ha desempeñado como gerente general de Dos Pinos desde 1992. Candidato a la primera vicepresidencia de Costa Rica por el Partido Liberación Nacional como compañero de fórmula del exalcalde josefino Johnny Araya Monge.